# Beretta model 1931
Le Beretta model 1931 est un pistolet semi-automatique fabriqué par Beretta. La majorité des exemplaires produits dote la marine italienne jusqu'en 1945 et est reconnaissable à son monogramme argenté d'une ancre et à l'inscription RM sur les plaques de crosse en bois. Les exemplaires commerciaux ont des plaques en plastiques inscrites PB.